# Beate Kittsteiner
Beate Kittsteiner (* 9. September 1958 in München) ist eine deutsche Jazzflötistin und Baritonsaxophonistin, die auch als Interpretin des Choro hervorgetreten ist.

## Leben und Wirken
Kittsteiner, Tochter eines Kunstmalers und Hobbymusikers, setzte sich schon früh mit Musik auseinander. Nach der Schulausbildung am musischen Pestalozzi-Gymnasium München studierte sie Querflöte an der Staatlichen Hochschule für Musik in München. Sie vertiefte ihre Kenntnisse an der Jazzschule München und an Karl Bergers Creative Music Studio in Woodstock (New York). Sie spielte in der Big Band von Al Porcino, dem Creative Music Orchestra, der Grupo Vereno Brasil, Tocando und dem Saxophonquartett Saxadon/na, aber auch mit der Gruppe ihres Mannes Hermann Martlreiter. Seit Beginn der 1980er Jahre tritt sie mit ihrem eigenen Quartett und seit den 1990er Jahren ihrem International Jazz Quintet auf, das auch auf mehreren Alben dokumentiert ist.

## Diskographische Hinweise
- Guajiro for My Moods (AWS Records 1995)
- Petalud (MT Records 1997, mit Borel de Sousa, Walter Lang, Rocky Knauer, John Betsch)
- Choro Do Brasil

## Lexikalische Einträge
- Jürgen Wölfer: Jazz in Deutschland. Das Lexikon. Alle Musiker und Plattenfirmen von 1920 bis heute. Hannibal, Höfen 2008, ISBN 978-3-85445-274-4.